# 岭南花椒
岭南花椒（学名：Zanthoxylum austrosinense）为芸香科花椒属下的一个种。

## 变种
毛叶岭南花椒（学名：Zanthoxylum austrosinense var. pubescens）为芸香科花椒属下的一个变种。

## 扩展阅读
維基物種上的相關：岭南花椒